# Jan Kubin (podpułkownik)
Jan Kubin, ps. „Turowicz”, „Jasiek”, „Światowid” (ur. 26 czerwca 1888 w Zakopanem, zm. 3 lutego 1945 w KL Dachau) – podpułkownik piechoty Wojska Polskiego, kawaler Orderu Virtuti Militari, działacz konspiracji podczas II wojny światowej w ramach Ruchu „Miecz i Pług”.

## Życiorys
Urodził się w 26 czerwca 1888 w Zakopanem jako syn Jana (1885–1931) i Agnieszki z domu Brzeźniak (ur. 1868). Podczas I wojny światowej służył w szeregach c. i k. armii. Po odzyskaniu przez Polskę niepodległości został przyjęty do Wojska Polskiego dekretem z 3 kwietnia 1919 z zatwierdzeniem posiadanego stopnia podporucznika ze starszeństwem z dniem 1 lipca 1915. Otrzymał przydział z dniem 1 listopada 1918 do 20 pułku piechoty. Brał udział w wojnie z Ukraińcami i bolszewikami w stopniu kapitana w szeregach 2 pułku strzelców podhalańskich. 
3 maja 1922 roku został zweryfikowany w stopniu majora ze starszeństwem z dniem 1 czerwca 1919 roku i 389. lokatą w korpusie oficerów piechoty, a jego oddziałem macierzystym był nadal 2 pspodh. W latach 1923–1925 pełnił służbę w 3 pułku strzelców podhalańskich w Bielsku na stanowisku dowódcy III batalionu detaszowanego w Cieszynie. 3 maja 1926 roku został mianowany podpułkownikiem ze starszeństwem z dniem 1 lipca 1925 roku i 35. lokatą w korpusie oficerów piechoty. W październiku tego roku został przeniesiony do 1 pułku strzelców podhalańskich w Nowym Sączu na stanowisko zastępcy dowódcy pułku. W kwietniu 1928 roku został przeniesiony do 77 pułku piechoty w Nowej Wilejce na stanowisko zastępcy dowódcy pułku. Z dniem 31 grudnia 1931 roku został przeniesiony do Powiatowej Komendy Uzupełnień Czortków na stanowisko komendanta. W marcu 1932 roku został przeniesiony do Powiatowej Komendy Uzupełnień Kamionka Strumiłowa na stanowisko komendanta.
Latem 1939, w obliczu zagrożenia wybuchem konfliktu zbrojnego, brał udział w przygotowywaniu umocnień w gminie Jeleśnia. Po wybuchu II wojny światowej i klęsce w kampanii wrześniowej zaangażował się w działalność konspiracyjną. Podczas trwającej okupacji niemieckiej był członkiem Organizacji Wojskowej – Zbrojne Pogotowie Narodu Ruchu „Miecz i Pług”. Od lutego 1944 pełnił funkcję komendanta Armii Podziemnej Ruchu „Miecz i Pług” (funkcjonował pod pseudonimami „Turowicz”, „Jasiek”, „Światowid”). W połowie 1944 występując w stopniu pułkownika czasu wojny ze strony „MiP” podpisał dokument potwierdzający scalenie połączone Narodowe Siły Zbrojne i „Miecz i Pług” z Armią Krajową. Jacek Wilamowski wskazał fakt współpracy szefów Ruchu „Miecz i Pług” z Gestapo, podając, iż Jan Kubin (kierownik organizacji wojskowej w Krakowie) i Tadeusz Fedorowicz ps. „Ran”, zostali aresztowani przez Niemców, a następnie zwolnieni z równoczesnym poinformowaniem, że wychodzą na wolność wskutek uzgodnień pomiędzy Gestapo i centralnymi władzami „MiP”. Jan Kubin uczestniczył w powstaniu warszawskim. Aresztowany w Warszawie przez Niemców, został wywieziony do obozu koncentracyjnego Dachau (numer więźnia 106442), gdzie zmarł 3 lutego 1945.

## Ordery i odznaczenia
- Krzyż Srebrny Orderu Virtuti Militari[25]
- Krzyż Walecznych[2]
- Złoty Krzyż Zasługi (10 listopada 1928)[26][2]
- Medal Niepodległości (24 października 1931)[27][2]
- Medal Pamiątkowy za Wojnę 1918–1921[28]
- Medal Dziesięciolecia Odzyskanej Niepodległości[28]
- Odznaka pamiątkowa 77 Pułku Piechoty[28]